# لويس غولد
لويس غولد (بالإنجليزية: Lois Gould)‏ (18 ديسمبر 1931 - 29 مايو 2002)؛ صحفية وروائية أمريكية.